# Robert Hodge (homme politique australien)
Pour les articles homonymes, voir Robert Hodge.
Robert Samuel Hodge (1866 - 8 avril 1924) est un homme politique australien. Il a été membre de l'Assemblée législative du Queensland.

## Biographie
Hodge naît à Bridgwater, Somerset. Il est le fils de James Hodge et de Mary Ann Baker. À son arrivée en Australie, il est marchand à Wondai et à Rosewood (Queensland).
Hodge épouse Mary Elizabeth Iszlaub (?-1935) à Ipswich en 1886. Le couple aura six enfants (trois garçons et trois filles).
Robert Hodge remporte le siège du district électoral de Rosewood (en) en 1902,. En 1904, il l'emporte par 2 voix, mais le tribunal invalide le résultat et accorde le siège à Denis Keogh (en).
Hodge se présente à nouveau en 1909, cette fois dans le district électoral de Burnett (en). Il remporte l'élection, défaisant Alfred Jones. Hodge fait un mandat, puis se présente dans le district électoral de Nanango (en) en 1912 sous la bannière du Parti national d'Australie.
Hodge est défait par James Edwards (en) en 1920. Il tente à nouveau sa chance en 1923, mais est à nouveau défait.
Hodge meurt à Corinda (en) en avril 1924,.